# Jättekungstyrann
Jättekungstyrann (Tyrannus cubensis) är en fågel i familjen tyranner inom ordningen tättingar.

## Utseende och läte
Jättekungstyrannen är med sina 23 cm i kroppslängd, och som namnet avslöjar, en mycket stor kungstyrann, med tvåfärgad fjäderdräkt och en mycket kraftig näbb. Ovansidan är grå med svartaktig hjässa och nacke. Undersidan är vit. Centralt på hjässans topp finns ett orangefärgat längsgående band, men denna är ofta dold. Liknande karibkungstyrannen är mindre, framför allt näbben, med mörkare hjässa och vitt stjärtband. Bland lätena hörs hårda tjatter och en fyrstavig fras.

## Utbredning och status
Fågeln förekommer på Kuba och Isla de la Juventud, tidigare Great Inagua Island och Turks och Caicosöarna. Den behandlas som monotypisk, det vill säga att den inte delas in i några underarter.

## Status och hot
Jättekungstyrannen har en liten och mycket fragmenterad världspopulation bestående av uppskattningsvis endast 250–1000 vuxna individer. Den tros också minska i antal, av oklar anledning. Fågeln är därför upptagen på internationella naturvårdsunionen IUCN:s röda lista över hotade arter, kategoriserad som starkt hotad (EN).